# Kostel svaté Maří Magdaleny (Olomouc)
Římskokatolický kostel svaté Maří Magdaleny je zaniklý kostel v Olomouci. Nacházel se v areálu olomouckého hradu a byl pravděpodobně jedním ze tří nejstarších olomouckých kostelů. Jeho základy se s velkou pravděpodobností podařilo identifikovat při stavbě Arcidiecézního muzea a jsou dnes součástí jeho expozice.

## Historie
Kostel pocházel nejspíše z poloviny 11. století, první zmínka v listině Přemysla Otakara II. je z roku 1267. Naopak poslední písemná zmínka o kapli svaté Maří Magdaleny je z roku 1541.
V polovině 17. století se objevily snahy o obnovení kostela, k čemuž ale nedošlo. Kostel byl pak postupně objevován při archeologických výzkumech v letech 1984, 1992, 1994 a 2005.

## Popis
Podle Václava Richtera se jednalo o soukromou kapli knížete, nejspíše však šlo o hlavní svatyni olomouckého hradu. Již od 13. století je kostel označován také jako kaple, souvisí to nejspíše se ztrátou jeho významu po přenesení sídla biskupa z kostela svatého Petra na Předhradí do kostela svatého Václava v těsném sousedství kostela svaté Maří Magdaleny
Podle Víta Dohnala měla kaple rozměry 8,5 × 13,5 m, byla zděná, čtyřúhelníková a na východní straně ukončená obloukovitě vyklenutou zdí. Ke kostelu patřil hřbitov, ze kterého se zachovalo několik hrobů datovaných do 2. poloviny 11. století.

## Legendy spojené s kostelem
- kapli prý postavila markomanská královna Fritigil
- v kapli se prý nacházela kazatelna svatého Cyrila a Metoděje